# Yarim Tepe
Yarim Tepe est un site archéologique d'un village agricole situé dans la vallée de Sinjar, à environ 7 kilomètres au sud-ouest de la ville de Tal Afar, dans le nord de l'Irak et qui remonte à environ 6000 av. J.-C. étendu sur plusieurs collines. Le site se développe au sein des cultures Hassuna, puis des cultures Halaf et Obeïd. Yarim Tepe a été fouillé entre 1969 et 1976 par l'expédition archéologique soviétique sous la direction de Rauf Munchaev et Nikolai Merpert de l'Institut d'archéologie du Proche Orient d'URSS,.

## Les sites de Yarim Tepe

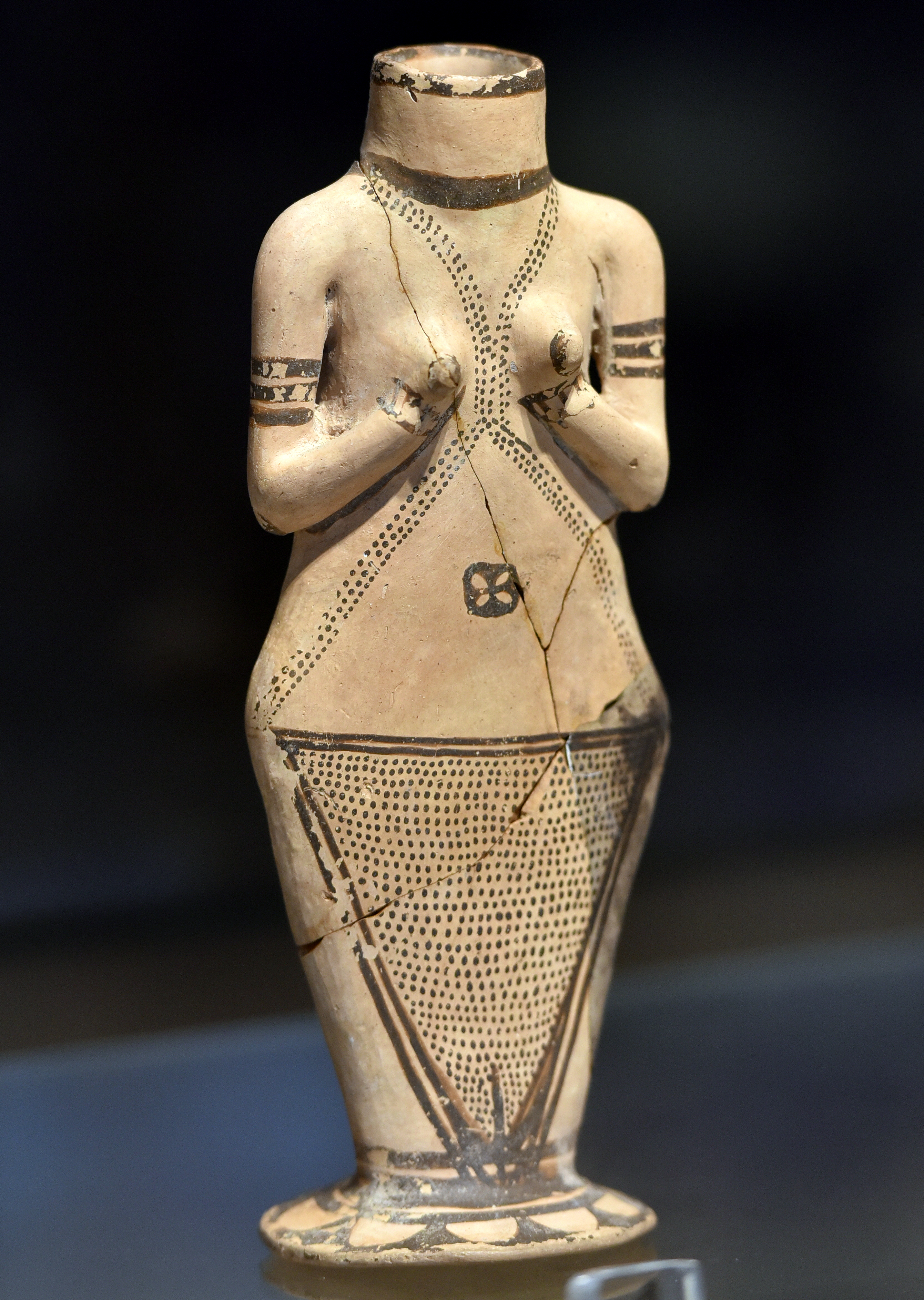
Statuette d'une femme nue de Yarim Tepe, Irak. Période d'Obeïd, -5000--5750. Musée d'Irak - Bagdad.

### Yarim Tepe I
Les vestiges découverts sur colline connue sous le nom de Yarim-Tepe I datent de la culture Hassuna. Le haut noyau central de forme ovale mesure 80 mètres de long et 30 mètres de large.
Le site est composé de 12 couches de constructions qui reflètent les principales étapes de la culture Hassuna. Le niveau culturel est de 6,5 mètres de profondeur. Les archéologues ont découvert le premier exemple bien conservé d'un four de potier constitué de deux chambres superposées et séparées par une paroi disposant d'un système d'évacuation des fumées,.
Les premières couches sont pourvues de maison en fosses circulaires. Dans les couches supérieures, le village est composé de cours et de petites rues avec des bâtiments rectangulaires en brique crue. Les autres bâtiments sont des greniers publics et des sépultures de forme rondes dans lesquelles se trouvent des enfants dans des récipients. On trouve également divers ustensiles en pierre, tels que des concasseurs de pierres et des scies à métaux. Les découvertes incluent également des vases en céramique, des figurines d'argile féminines et d'autres objets.
Des objets en métal ont également été trouvés, tels qu'un bracelet en plomb, des perles de cuivre, ainsi que du minerai de cuivre, qui représente l'une des plus anciennes métallurgies de Mésopotamie,.
Le cuivre est assez courant à Yarim Tepe : pas moins de 21 exemples de cuivre travaillé ou de minerai de cuivre ont été trouvés dans les niveaux inférieurs de Yarim Tepe. Ses premières utilisations cependant sont avérées dès le VIIe millénaire av. J.-C. et les archéologues en ont abondamment trouvé sur le site néolithique acéramique de Çayönü. Mais le plomb trouvé à Yarim Tepe I témoigne probablement d'une première utilisation de ce métal. Un bracelet et une pièce conique de plomb datant du VIe millénaire av. J.-C. ont été découverts sur le site. Le plomb natif étant extrêmement rare, de tels artefacts soulèvent la possibilité que la fusion du plomb ait commencé avant même la fusion du cuivre,.

### Yarim Tepe II
Situé à 250 mètres à l'ouest de Yarim Tepe I, Yarim Tepe II est constitué d'une séquence de 7 mètres d'épaisseur de vestiges archéologiques qui datent de la période médiane de Halaf, la période tardive de Halaf tardif et la transition entre la période Halaf et celle de Obeïd. Le tout se situant entre 5750 et 5000 av. J.-C.. Il semblerait que Yarim Tepe II n'est pas occupé avant période médiane de Halaf.
Le niveau culturel a une profondeur de 7 mètres et se compose de dix horizons structurels. Les os d'animaux domestiques et sauvages ont été trouvés, parmi lesquels des os de moutons, de bœufs, de chèvres et de porcs.
Presque toutes les habitations sont de petites maisons de type tholos en briques de terre crue d'une pièce. Des récipients en céramique figurés en forme d'éléphants et de femmes ont été trouvés parmi d'autres poteries. Certains récipients en céramique comportent des images de poissons, d'oiseaux, de gazelles et d'autres animaux. Certains sceaux pendentifs ont également été découverts, dont un très ancien sceau en cuivre.
Les coutumes funéraires comprennent des crémations et des enterrements de crânes.

### Yarim Tepe III
Le Yarim Tepe III est situé sur la colline à côté de Yarim Tepe II. Celle-ci mesure 10 mètres de haut. La poterie de Yarim Tepe III est typique de la culture nordique d'Obeïd et de la période de Halaf. Le site a été fouillé entre 1978 et 1979.
Au moins trois niveaux de bâtiment de la période d'Obeïd se trouvent au-dessus de plusieurs niveaux de la période de Halaf. Les niveaux les plus élevés des vestiges de la période de Halaf sont analogues aux niveaux d'Arpachiyah TT-6 à TT-8 et aux niveaux XVIII-XX de Tepe Gawra . Trois pendentifs de sceau en pierre ont également été trouvés.